# گوس بولیس
کنستانتینوس «گاس» بولیس (به یونانی: Κωνσταντίνος Μπούλης)‏ (به انگلیسی: Konstantinos "Gus" Boulis)‏ (۶ آوریل ۱۹۴۹–۶ فوریه ۲۰۰۱)، کارآفرین، توسعه دهندهٔ زمین، کارگزار قمارخانه و رستوران‌دار یونانی‌تبار بود که در سال ۲۰۰۱ به قتل رسید. قرار ادعا، قتل وی در ارتباط با فروش شرکتش یعنی سن کروز کازینو بوده‌است.

## زندگی شخصی
بولیس در شهر کاوالا در شمال یونان متولد شد. در کودکی به «کاستاس» مشهور بود. هر روز پس از رخصت شدن از مدرسه به سمت ساحل می‌دوید و منتظر کشتی پدرش می‌ماند. پدرش یک ماهی‌گیر بود و بولیس سومین فرزند از چهار فرزند خانواده بود. بوسیل می‌خواست از سرزمین خود به جای دور برود، زیرا کنار آمدن با مرگ برادرش، پاناجیوتیس «پیتر» بولیس که در یک حادثه مرگ‌بار در اثر برق گرفتی فوت کرد، برایش سخت تمام می‌شد. به هدف مجهز ساختن خود با مهارت‌های ضروری برای آینده در ایالات متحده، در ۱۶ سالگی در کلاس‌های مکانیک کشتی شرکت کرد. در ماه ژوئیه سال ۱۹۷۱ زمانی که در یک خشکه‌شویی بود، با افروسونی «فرانسیس» بولیس شانزده ساله مسئول پذیرش خشکه‌شویی که وی نیز ساکن اصلی کوالا بود، ملاقات کرد. در همان روزی که آن‌ها با هم ملاقات کردند، بولیس به‌عنوان مهاجر غیرقانونی توقیف شد. یک هفته بعد آن‌ها با هم ازدواج کردند. ازدواج آن‌ها سبب شد که بولیس به‌طور خودکار تابعیت کانادا را کسب نماید. در ظرف مدت چهار سال از ازدواج‌شان، آن‌ها دو پسر را بزرگ کردند که عبارت بودند از کریستوس و پاناجیوتیس. فرانسیس در یونان ماند و دو پسر شان را بزرگ نمود، در حالی‌که بولیس کسب و کار متعدد خود را توسعه داد و مالک شرکت‌های در شمال آمریکا بود. گاس بولیس مدتی پس از ورود به فلوریدا با مارگارت هرن ۱۸ ساله ساکن اصلی مینه‌سوتا آشنا شد. هرن موافقت کرد که پس از اخذ یک قرضهٔ ۵۰٬۰۰۰ دلاری از یک بانک کانادایی، بولیس را در راه اندازی کسب و کار رستوران کمک نماید. این زوج یک رستوران خرابه را در کی وست از سر جور کردند. بولیس دوسال بعد اولین هتل خود را بنام «ماریوت کی لارگو بیچ ریسورت» که بودجهٔ بهره‌بردای از آن مبلغ ۲٫۵ دلار بود که از یک بانک محلی بدست آورده بود، ساخت. در نهایت بولیس و هرن دو پسر داشتند. فرانسیس در یونان ماند وبرای درخواست طلاق و اخذ نیمی از دارایی‌ها اقامه دعوی کرد. بولیس به‌خاطر سخت کوشی خستگی‌ناپذیر که هر کاری را به‌خاطر سوق دادن کسب و کار بازرگانیش به سمت موفقیت و به کمال انجام می‌داد، مشهور بود. بولیس علاقمند فوتبال بود، حامی سرسخت باشگاه فوتبال المپیاکوس بود و با جت شخصی خود برای حضور در این بازی‌های سفر می‌کرد. وی در حدود ۱۷۴ طول، موهای طلایی و چشم‌های آبی داشت. گاز بولیس در جوامع محلی یونان به‌عنوان فرد سخاوتمند و دلسوزی شناخته می‌شد که همیشه تمایل داشت به افراد نیازمند از طریق قرضه یا سرمایه‌گذاری بازرگانی کمک نماید. بیش از ۳۰۰ نفر در مراسم تشیع جنازه‌اش در کلیسای ارتدوکس یونانی سنت جورج در هالیوود شرکت نموده بود. شرکت کنندگان در میان انبوه مردم در حال گریه دیده می‌شدند و روی وی را بوسه می‌کردند. صحبت‌ها و نظرات مثبت زیادی در مورد بولیس گفته شد. شهردار مارا جولیانتی نیز در مراسم جنازه وی شرکت کرده بود.

## حرفه
بولیس در روستای ماهیگری کاوالا در مقدونیه بدنیا آمد. او الی کلاس شش در مدرسه درس خواند و به‌منظور کار در ماهیگری مدرسه را ترک گرفت و سپس به‌عنوان مکانیک آموزش دید. به‌محض ترک مدرسه برای کار نزد پدرش رفت. بولیس در سال ۱۹۶۸ برخلاف آرزوی پدرش، به نیروهای دریایی تجاری پیوست. بولیس بعدها به‌منظور امتناع از خدمت نظامی اجباری، قبل از عزیمت به تورنتو انتاریو، در هالیفاکس نوا اوکوشیا کانادا کشتی را ترک کرد. بولیس قبل از کار به عنوان ظرف‌شو در رستوران‌های زنجیره‌ای ساندویچ مستر ساب، به کار ماهیگری آغاز کرد. مالکین اصلی مستر سبمرین که فعلاً به مستر ساب مشهور است، جک لوینسون و ارل لینزون بودند. گاس بولیس به لوینسون و لینزون نحوه ارائه حق الامتیاز تجارتی را فهماند. به زودی ادارهٔ یکی از فروشگاه‌ها و سهام در شرکت برایش پیشنهاد شد. بولیس در پنج سال حضور در شرکت، یک فروشگاه زنجیره‌ای با داشتن بیش از ۲۰۰ مرکز فروشات ایجاد کرد. فروش سهام بولیس در شرکت در اواسط دههٔ ۱۹۷۰، در ۲۵ سالگی وی را به یک شخصی بسیار ثروتمند تبدیل کرد.
بولیس در سال ۱۹۷۹ به انگیزه بازنشستگی به فلوریدا رفت اما با این وجود به زودی به ساخت رستوران مشهور میامی گریل شروع کرد. او با موفقیت به کسب و کار مواد غذایی ادامه داد و رستوران‌های زنجیره‌ای میامی را در سراسر فلوریدا و فراتر از آن گسترش داد. در ماه مه سال ۱۹۹۴، بولیس استراحت‌گاه ساحلی طلائی جوزف سونکن، یک رستوران افسانه‌ای مافیایی در هالیوود فلوریدا را خریداری کرد و آن را در زنجیرهٔ رستوران میامی گریل شامل ساخت. در سال ۱۹۹۹، رستوران زنجیره‌ای میامی گریل را در بدل مبلغ ۴٫۲ میلیون دلار به رستوران زنجیره‌ای نیتنز فیموس فروخت.
گاس بولیس در سال ۱۹۹۴، در حدود ۳۰۰ نفر از کارمندان رستوران زنجیره‌ای میامی گریل را با کشتی قماربازی به سبک لاس وگاس، به مهمانی برد. این تجربه، بولیس را ترغیب کرد تا کشتی «سیر وینستون»، کشتی سیاحتی دریایی ۱۰۰ فوتی که فوراً آن را به کشتی کازینو تبدیل کرد، را خریداری کند. به همین ترتیب بود که اساسات سرمایه‌گذاری جدید وی بنیاد نهاده شد که سرانجام به مرگ وی منتهی شد.
بولیس در سال ۱۹۹۴ شرکت قایق سن کروز کازینو را در کی لارگو تأسیس کرد. این شرکت یک خطوط مسافرتی تحت عنوان «مسافرت‌های دریای به جای‌های دوردست» بود که با حرکت کشتی‌ها در بیرون از آب‌های بین‌المللی، جاییکه قانون قماربازی فلوریدا قابل اجرا نمود، مسافران به قماربازی می‌پرداختند. بزرگ‌ترین و پرمنفعت‌ترین قایق قماربازی بولیس در آبراه درون کرانه در هالیوود فلوریدا لنگر انداخت و در آنجا از حمایت شهردار جولیانتی برخوردار بود. با این حال، فعالان جامعه ساحلی هالیوود تحت رهبری جان اف کولمن، عالی‌رتبه شهر شدیداً با فعالیت قایق قماربازی مخالفت کردند. کن جن، کلانتر منطقه به هدف پایان دادن به فعالیت این شرکت مکرراً با باب بوتورت دادستان کل کار کرد، زیرا آن‌ها شدیداً با فعالیت این شرکت مخالف بودند. در یک مورد در سال ۱۹۹۸، این دو نفر سه قایق سان کروز را بسته کردند و با نیروهای پلیس به سان کروز V حضور یافتند و پس از تکمیل تحقیقات نه‌ماهه توسط مأموران مخفی بر ای بازداشت قماربازان قایق سان کروز در حدود سه مایلی، بیش از ۳۰۰ دستگاه قماربازی، تجهیزات کشتی و تقریباً ۶۳۰٬۰۰۰ دلار پول نقد را ضبط کردند. بر این پرونده در دادگاه دعوا صورت گرفت که در آن، شرکت سان کروز برنده شد، زیرا برای اداره دادستانی کل هیچ دلیل واقعی برای ضبط تجهیزات و پول وجود نداشت. شهردار مارا جولیانتی برای تأمین مالی و ساخت هتل ساحلی «دایموند در ساحل» توسط بولیس لابی‌گری کرد، معاملهٔ که سرانجام به شکست مواجه شد. کسب و کار وی با مخالفت سایر مقامات فلوریدا در رابطه با سوالات در مورد زمان دریافت شهروندی آمریکا توسط بولیس، مواجه شد. دولت ادعا داشت که بولیس برخی از قایق‌های قماربازی سان کروز را قبل از کسب شهروندی ایالات متحده خریداری کرده‌است. بولیس در ماه فوریه سال ۲۰۰۰، با مقامات فدرال با فروش سهم خود در شرکت سان کروز در ظرف سه سال و پرداخت ۵۰۰٬۰۰۰ دلار جریمه، به توافق رسید.